# 7981 Katieoakman
7981 Katieoakman eller 1978 VL10 är en asteroid i huvudbältet som upptäcktes den 7 november 1978 av de båda amerikanska astronomerna Eleanor F. Helin och Schelte J. Bus vid Siding Spring-observatoriet. Den är uppkallad efter Katie Oakman.
Asteroiden har en diameter på ungefär 6 kilometer.